# Otto Peters
Otto Peters (5. října 1882, Dolce, Rakousko-Uhersko – 8. července 1970, Praha, Československo) byl český malíř, figuralista, portrétista politiků a podnikatelů.

## Životopis
Narodil se v panském dvoře v Dolcích, kde byl jeho otec Karel Peters hospodářským správcem. Navštěvoval obecnou školu v Horšicích. Po předčasné otcově smrti se matka Filoména, rozená Beštová, z Velké Třebejciny u Švihova, odstěhovala s pěti dětmi do Klatov. Otto zde studoval reálné gymnázium. Díky finanční podpoře Nadace Josefa, Marie a Zdenky Hlávkových přešel v roce 1897 z kvarty na Umělecko-průmyslovou školu v Praze. Jeho profesory byli Jakub Schikaneder, Felix Jenewein a Emanuel Krescenc Liška.
Po roce 1948 upadl v nemilost a dožíval v nedůstojných podmínkách. Pohřben byl ve společném hrobě se svým přítelem a vrstevníkem ak. malířem Robertem Schlosserem (1880–1943) na hřbitově v Praze-Malvazinkách.

## Dílo
Byl členem Spolku výtvarných umělců Mánes. Ze stylového hlediska pokračoval v tradici akademismu a salonní malby 19. století. Pro svou schopnost vystihnout charakteristiku portrétované osobnosti a podtrhnout její kladné rysy patřil za První republiky vedle Vratislava Nechleby k nejvyhledávanějším portrétistům establishmentu. Portrétoval dvakrát T. G. Masaryka (pro Obrazárnu Pražského hradu a pro rektorát Karlovy Univerzity), Karla Kramáře a jeho manželku Naděždu Nikolajevnu, Antonína Švehlu, Edvarda Beneše, arcibiskupa Bedřicha Schwarzenberga (pro Arcibiskupský palác), generála Rudolfa Medka, Františka Soukupa a další představitele první republiky.
Pro město Klatovy vytvořil portréty zdejších starostů a zakladatele městského muzea Karla Hostaše.

## Výstavy
- 1906 - 1911 - Topičův salon, společné výstavy
- 1925 - Klatovy, městské muzeum
- 2008 - 2009 - Praha, Městská knihovna, Brno, Moravská galerie v Brně - Putovní výstava "Bytosti odnikud: Metamorfózy akademických principů v malbě 1. poloviny 20. století"
- 2013 - Dům historie Přešticka "Zapomenutí malíři z Přešticka"

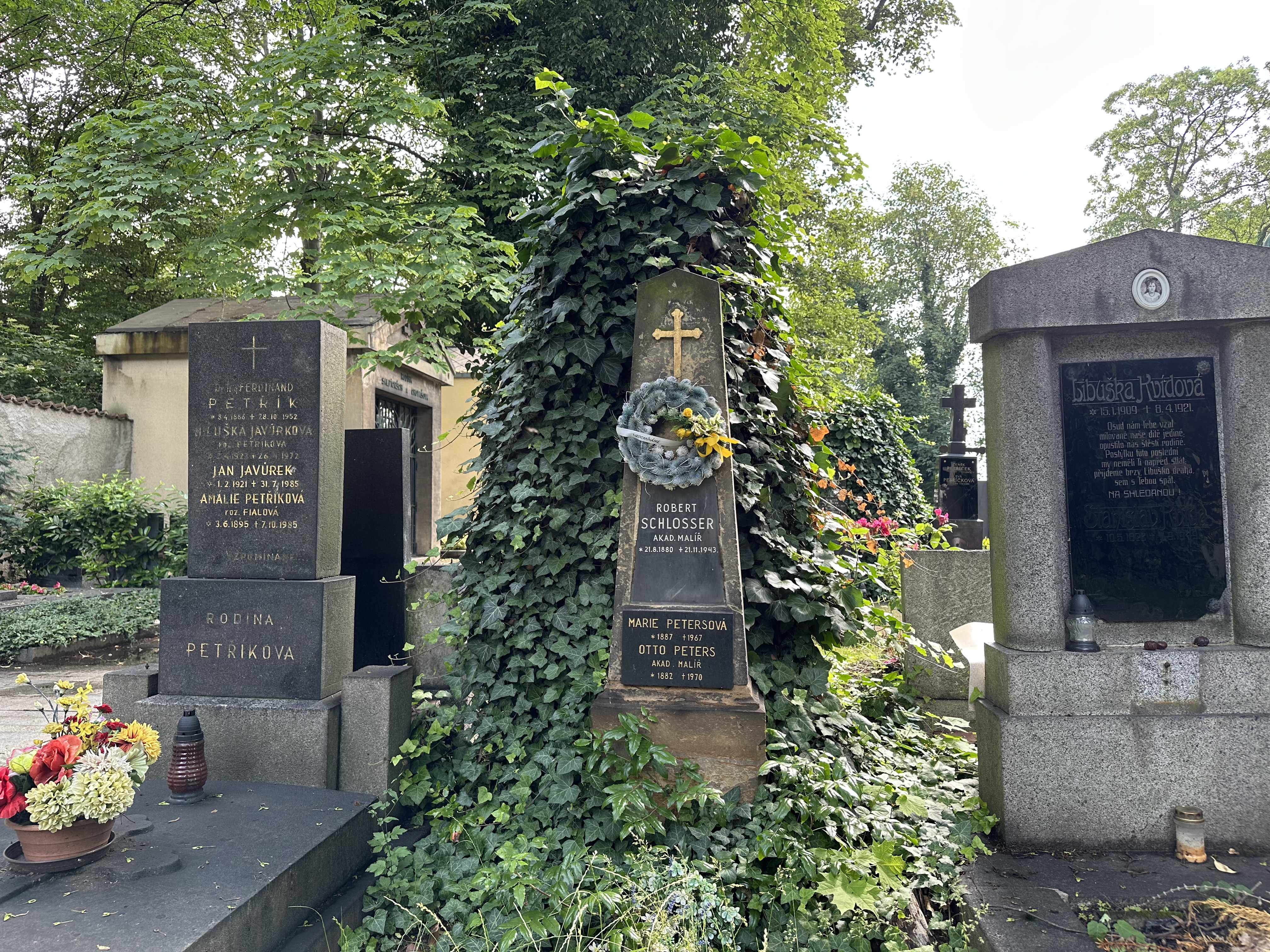
Hrob malíře na hřbitově Malvazinky v Praze